# Château de la Côte
Le château de la Côte est situé à Biras, en France. 

## Situation
Le château est situé dans le nord-ouest de la commune de Biras, dans le département de la Dordogne, en région Nouvelle-Aquitaine, en bordure de la route départementale 106E1, reliant Biras et Bourdeilles, et du sentier de grande randonnée 36.

## Description
De style Renaissance, le château de la Côte est composé de deux corps de logis en équerre cantonnés de trois tours rondes. Une quatrième tour souligne l'entrée principale du château. Les deux ailes composées de deux étages carrés et d'un étage de comble, s'ordonnancent par cinq travées régulières amorties par quatre lucarnes à croisillons à l'ouest, répondant aux croisillons des baies des étages carrés, et cinq du côté nord. Le château est environné de communs, de chais et d'une écurie. Il se déploie au cœur d'un ancien domaine agricole de 160 hectares planté d'arbres centenaires.

## Historique
Le château de la Côte est édifié aux XVe et XVIe siècles et sa chapelle castrale est mentionnée en 1498. L'archevêque d'Arles Jean Marie du Lau d'Allemans  y est né le 30 octobre 1738. Sur le cadastre napoléonien il est représenté par un quadrilatère fermé délimité par des tours rondes.
Après la famille du Lau d'Allemans, il passe à la famille Dethan qui le restaure de 1868 à 1870, sous la direction d'Auguste Dubet, le château conserve deux corps de logis en équerre.
Acheté en 1956 par la famille Guillaume, le château ouvre comme hôtel-restaurant à la fin des années 1980.
Il est inscrit à l'Inventaire général du patrimoine culturel sur la base Mérimée du ministère de la Culture.

## Galerie

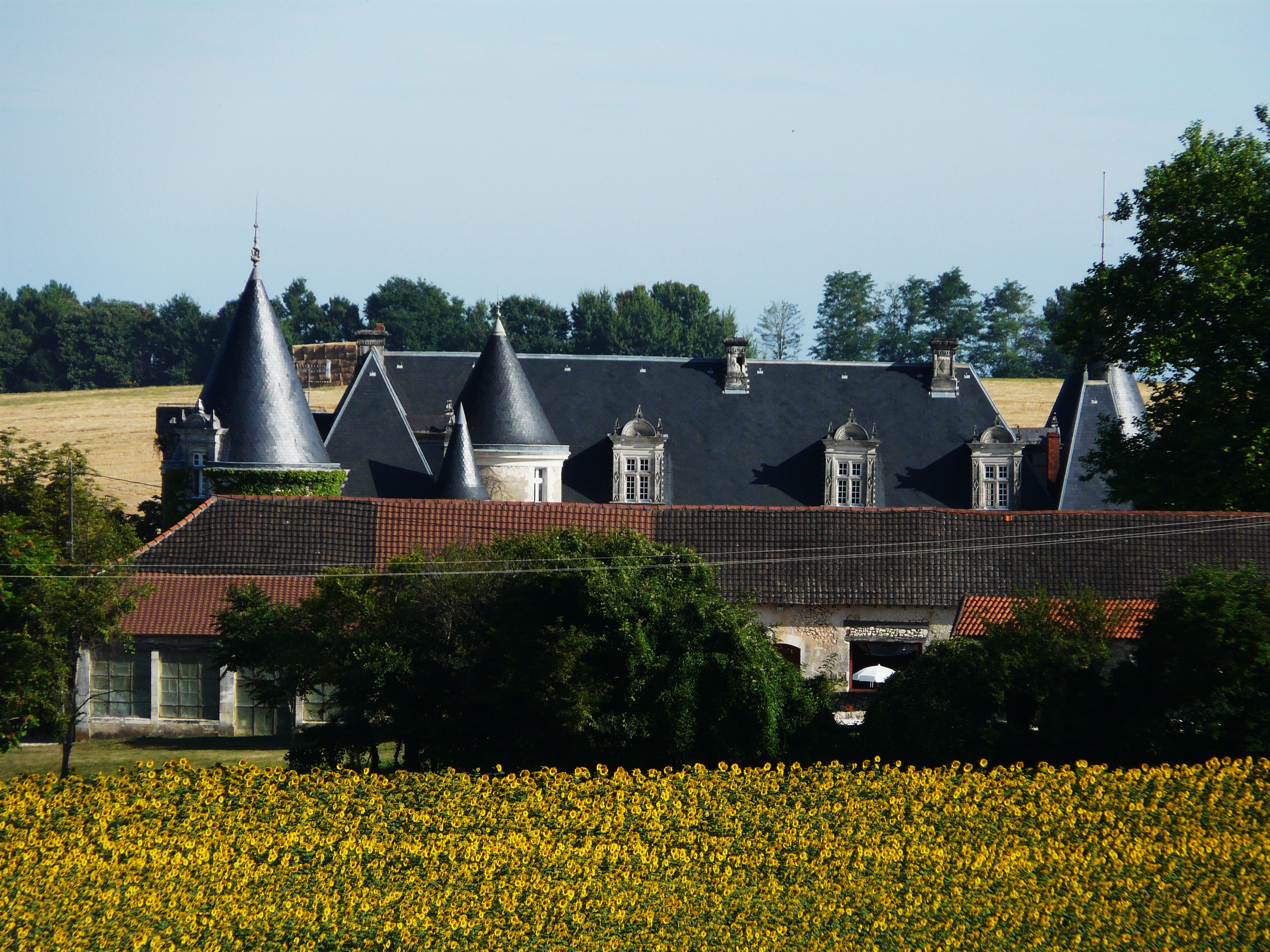
Le château vu depuis la RD 106E1, au sud.
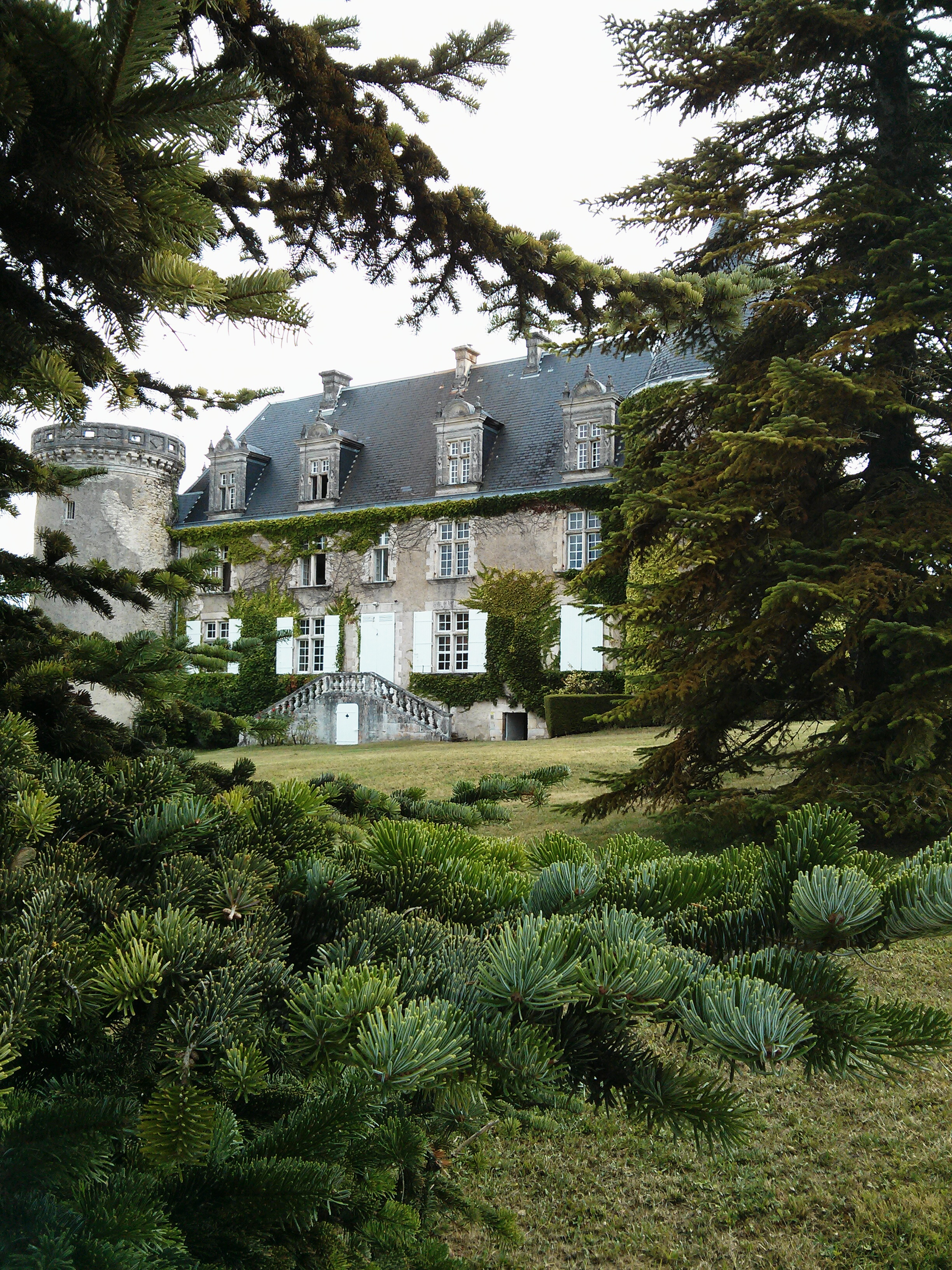
Sa façade occidentale.